# Kolno
Kolno (litauisch Kolnas; belarussisch Кольна Kolna) ist eine Stadt im Powiat Kolneński der Woiwodschaft Podlachien, Polen.

## Geographie
Die Stadt liegt rund 150 Kilometer nordöstlich der Landeshauptstadt Warschau.

## Geschichte
Kolno erhielt im Jahre 1425 die Stadtrechte nach Kulmer Recht.

## Gemeinde

### Stadtgemeinde
Die Stadt Kolno bildet eine eigenständige Stadtgemeinde (gmina miejska).

### Landgemeinde
Die Landgemeinde (gmina wiejska) Kolno, zu der die Stadt Kolno selbst nicht gehört, hat eine Fläche von 282,13 km², auf der (Stand: 31. Dezember 2020) 8498 Menschen leben.

## Sehenswürdigkeiten
- Ehemalige Synagoge

## Verkehr
Der Bahnhof Kolno war in der Zeit des Ersten Weltkriegs kurzzeitig Endpunkt der Normalspurbahnstrecke Johannisburg–Kolno. 1915–1973 war die Schmalspurbahn Myszyniec–Kolno in Betrieb.
Kolno liegt an der Kreuzung der Woiwodschaftsstraße 647 mit der Landesstraße 63.

## Persönlichkeiten
- Max Brusto (polnisch: Motek Brustowiecki; 1906–1998), deutscher Journalist und Schriftsteller
- Abraham Brustawitzki (1908–unbekannt (verschollen)), polnisch-deutscher Journalist, Schriftsteller und Übersetzer
- Dagmara Nocuń (* 1996), Handballspielerin